# Agrostis ecklonis
Agrostis ecklonis é uma espécie de gramínea do gênero Agrostis, pertencente à família Poaceae.